# 何为 (政治人物)
何为，四川南充人，中华人民共和国政治人物、全国脱贫攻坚先进个人。

## 生平
2017年3月何为任仪陇县新政镇安溪潮农村社区驻村工作队队员，上任时，恰逢仪陇县引进农业产业化国家重点龙头企业陕西海升集团，在村上建设高标准现代柑橘产业示范基地。他通过四年努力，将两个村101户贫困户331人的如期高质量脱贫。返回南充市委后，他担任南充市委办公室秘书科副科长。
因在脱贫攻坚战中作出突出贡献，2021年2月25日全国脱贫攻坚总结表彰大会上，何为被授予“全国脱贫攻坚先进个人”。